# Gisolf Ier de Salerne
Pour les articles homonymes, voir Gisulf.
Gisolf ou Gisulf Ier de Salerne, (né vers 930 mort en novembre/décembre 977) prince de Salerne de 946 à 973 et de 974 à 977.

## Origine
Gisolf est le fils cadet du prince Guaimar II de Salerne né de sa seconde épouse la pieuse Gaitelgrime de Capoue une fille d'Aténolf II de Bénévent. Il est associé à son père en mai 933 après la mort de son demi-frère aîné Guaimar (III) et il lui succède juin 946.

## Règne
Après son avènement en 946 Landolf IV de Capoue et Jean III de Naples tentent de s'emparer de Salerne mais ils sont repoussés par les habitants alliés à Amalfi. Gisolf règne ensuite sur la principauté de Salerne dans une totale indépendance de Byzance.
En  956  L'Empire byzantin envoie une flotte en Italie avec une armée prélevée sur les  thèmes de Thrace et de Macédoine sous le commandement du patrice Marianos Argyre, nommé stratège de Calabre et de Longobardie. Marianos réprime les révoltes, rétablit l’influence impériale en Campanie, Gisolf doit se soumettre et recevoir le titre de Patrice comme avant lui son père et son grand-père. Dès que le stratège quitte la Campanie pour poursuivre l’offensive contre la Sicile musulmane où il s’empare de Taormine, le titre de Patrice est oublié comme la vassalité envers Byzance.
En 968 Gisolf est reçu également à Capoue  par Othon Ier du Saint-Empire comme les autres princes locaux mais comme vassal nominal de Byzance il conserve une indépendance de fait entre les deux empires. Le faible Gisolf constitue des apanages au profit de son oncle Landolf de Conza, un cousin du prince de Capoue, chassé plusieurs années auparavant de la principauté et qui s'était réfugié d'abord à Naples puis à Salerne. Landolf et ses fils reçoivent d'importants domaines en Campanie et en Lucanie (Conza, Marsi, Sarno) et forment bientôt un parti hostile au prince Gisolf. Au cours de l'été 973 avec l'appui de Naples et d'Amalfi rivaux traditionnels de Salerne une conjuration se met en place. Gisolf est arrêté et emprisonné  à Amalfi pendant que Landolf se proclame prince de Capoue et associe son fils aîné et homonyme, Landolf II (973-974).
Pandulf Tête de Fer intervient immédiatement il oblige les Amalfitains à relâcher Gisolf et il le rétablit à Salerne en mai/juin 974. Gisolf est désormais à la merci de son puissant protecteur qui s'associe au trône et comme Gisolf est sans enfant il associe d'abord puis, avec son épouse Gemma,  désigne comme successeur  à sa mort en novembre/décembre 977 Pandolphe II de Salerne, le second fils de Pandolf Tête de Fer. Avec lui s'éteint la lignée des Dauferidi.